# Aristofanés
Aristofanés (asi 446 př. n. l. Athény – asi 385 př. n. l.), byl starořecký dramatik, hlavní představitel antické komedie.

## Život a působení
O jeho životě není mnoho známo, v letech 430–428 př. n. l. získal dramatické vzdělání a začal psát hry, první z nich ještě anonymně. Při athénských divadelních soutěžích, věnovaných bohu Dionýsovi (Dionýsie a Lénaie), získal třikrát první a třikrát druhou cenu. Aristofanés byl zřejmě váženým občanem, neboť kolem roku 390 př. n. l. zastával úřad prytana. Jeho synové, Araros, Filippos a Nikostratos (?) byli také úspěšní dramatici a inscenovali jeho poslední hry.
Aristofanés napsal přes 40 her, ale v úplnosti se zachovalo pouze jedenáct. Z ostatních je dnes známo celkem 968 zlomků různé délky. Zachoval se jediný antický portrét Aristofana, dvojitá busta s Menandrem, dnes v muzeu v Bonnu.

Aristofanovy komedie se vždy týkají aktuálních událostí a věcí, které Athéňany trápily. Řada z nich persifluje Peloponéskou válku, jiné karikují pokažené mravy mladých, kteří se vzdělávají v sofistických školách, aby pak dokázali obratnými řečmi zesměšnit své rodiče a vytáhnout z nich peníze. V komediích vystupují skutečné a veřejně známé osoby, Aristofanés například karikoval styl dramatika Euripida a v komedii Oblaka posměšně líčí Sókratovu školu. Roku 429 př. n. l., když v komedii Babyloňané nelichotivě vylíčil athénského vojevůdce Kleóna, byl obviněn z pomluvy úředníka a musel se hájit před soudem. O dva roky později se Kleón pokusil zpochybnit Aristofanovo občanství, opět bez úspěchu. Naopak Platón nechává Aristofana (v té době už zesnulého) vystupovat v dialogu Symposion.

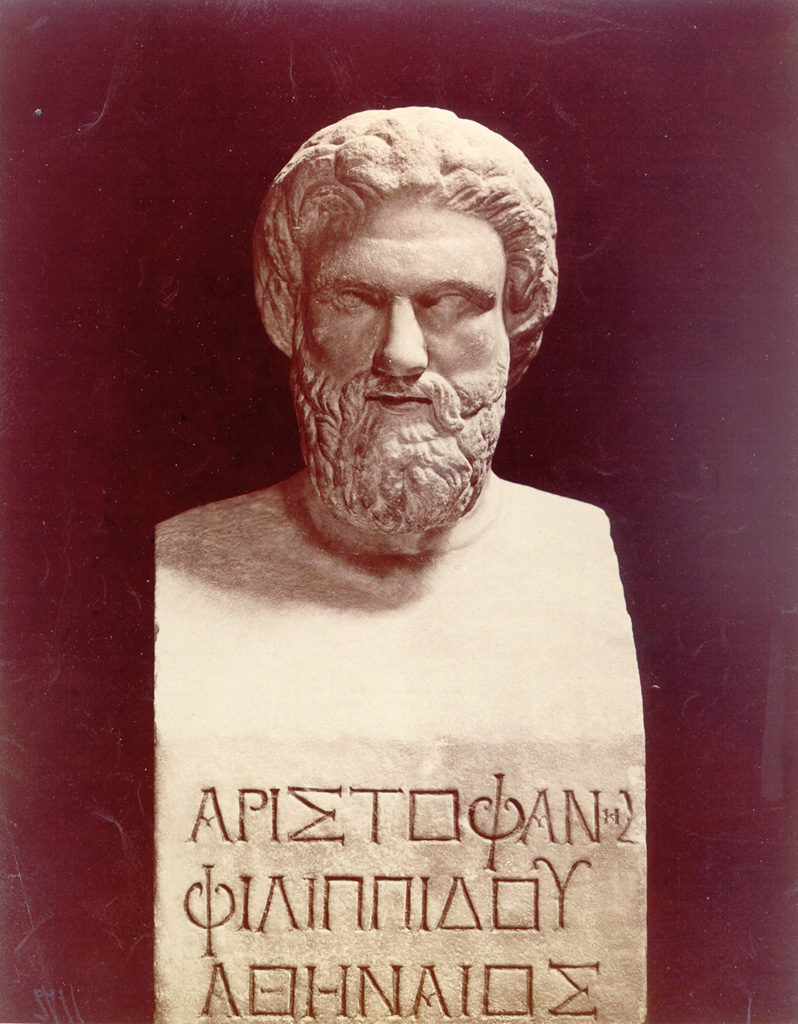
Aristofanés (starověká bysta)

## Odkaz
V Athénách i později v Římě a v Alexandrii byl Aristofanés velice populární autor. Jeho dílo chválí římští básníci (Horatius) a na jeho komediální styl navazovalo mnoho římských i novověkých a moderních autorů. Aristofanova satira silně ovlivnila anglickou literaturu, hru Ptáci zpracoval Goethe a Heinrich Heine byl přesvědčen, že v jeho době by byl jistě pronásledován cenzurou. Ve 20. století se k němu vracela řada autorů, Pablo Picasso ilustroval Lysistratu a východoněmecký autor Peter Hacks měl velký úspěch s uvedením hry o míru. Dokonce byla po Aristofanovi pojmenována i planetka 2934, která byla objevena 25. září 1960.
Z Aristofana pocházejí úsloví „nosit sovy do Athén“ i „kde je dobře, tam je vlast“ (Ubi bene, ibi patria).

## Dílo

### Dochované hry
- Acharňané – o tom, jak jsou Athéňané úplatní (425 př. n. l.)
- Jezdci (424 př. n. l.)
- Vosy, o sudičství Athéňanů (422 př. n. l.)
- Mír, kritika války (421 př. n. l.). Dostupné online.
- Oblaka, satira na Sókratovu školu (418 př. n. l.)
- Ptáci (414 př. n. l.)
- Lysistrata, jak by ženy mohly donutit své muže, aby ukončili válku (411 př. n. l.)
- Ženy slaví Thesmoforie (411 př. n. l.)
- Žáby (405 př. n. l.)
- Ženský sněm – karikatura Platónova ideálního státu (392 př. n. l.)
- Bohatství (388 př. n. l.)

Všechny Aristofanovy hry byly přeloženy i do češtiny.

### Ztracené hry
- Hodovníci, původně uvedeno jako dílo básníka Kallistrata, dnes ztraceno (427 př. n. l.),
- Babyloňané
- Sedláci
- Obchodní lodi
- Muži s pánvemi
- Hrdinové
- Lemňanky
- Stáří
- Čápi
- Ženy ve stanech a další.

### Dílo online v češtině
- Aristofanés. Ženy o Thesmoforiích : komoedie Aristofanova. Překlad Augustin Krejčí. Praha: Česká akademie císaře Fr. Josefa pro vědy, slovesnost a umění, 1914. Dostupné online.
- Aristofanés. Ženský sněm : komoedie Aristofanova. Překlad Augustin Krejčí. Praha: Česká akademie císaře Františka Josefa pro vědy, slovesnost a umění, 1915. Dostupné online.
- Aristofanés. Vosy : komoedie Aristofanova. Překlad Augustin Krejčí. Praha: Česká akademie císaře Františka Josefa pro vědy, slovesnost a umění, 1917. Dostupné online.
- Aristofanés. Lysistrate : komoedie Aristofanova. Překlad Augustin Krejčí. Praha: Česká akademie císaře Františka Josefa pro vědy, slovesnost a umění, 1911. Dostupné online.
- Aristofanés. Jezdci : komoedie Aristofanova. Překlad Augustin Krejčí. Praha: Česká akademie císaře Františka Josefa pro vědy, slovesnost a umění, 1910. Dostupné online.